# Resolutie 1641 Veiligheidsraad Verenigde Naties
Resolutie 1641 van de Veiligheidsraad van de Verenigde Naties werd unaniem door de
Veiligheidsraad van de Verenigde Naties aangenomen op 30 november 2005 en verlengde de
VN-operatie in Burundi tot 15 januari 2006.

## Achtergrond
Na Burundi's onafhankelijkheid van België in 1962 werd het land een
monarchie. In 1966 werd de koning in een staatsgreep vervangen door een president. Toen de
voormalige koning in 1972 vermoord werd brak een burgeroorlog uit tussen Tutsi's en Hutu's in
het land. Daarna losten de dictators elkaar met opeenvolgende staatsgrepen af. Begin
1994 kwam de president samen met zijn Rwandese collega om het leven toen hun vliegtuig werd
neergeschoten. Daarop brak in beide landen een burgeroorlog uit tussen Hutu's en Tutsi's, waarbij honderdduizenden
omkwamen. In 2000 werd een overgangsregering opgericht en pas in 2003 kwam die een staakt-het-vuren
overeengekomen met de rebellen. In juni 2004 kwam een VN-vredesmacht die tot 2006 bleef. Hierna
volgden er echter wederom vijandelijkheden totdat in augustus 2008 opnieuw een staakt-het-vuren werd getekend.

## Inhoud
De Veiligheidsraad:
- Herinnert aan zijn resoluties over Burundi en resolutie 1545 uit 2004 in het bijzonder.
- Bevestigt de soevereiniteit, onafhankelijkheid, territoriale integriteit en eenheid van Burundi en het belang van goed nabuurschap, het nalaten van inmenging en samenwerking tussen landen in de regio.
- Merkt op dat er nog steeds destabiliserende factoren zijn in Burundi die de vrede en veiligheid in de regio bedreigen.
- Handelt onder hoofdstuk VII van het Handvest van de Verenigde Naties.

1. Beslist het mandaat van de VN-Operatie in Burundi (ONUB) te verlengen tot 15 januari 2006.
2. Besluit actief op de hoogte te blijven.

## Verwante resoluties
- Resolutie 1602 Veiligheidsraad Verenigde Naties
- Resolutie 1606 Veiligheidsraad Verenigde Naties
- Resolutie 1650 Veiligheidsraad Verenigde Naties
- Resolutie 1692 Veiligheidsraad Verenigde Naties (2006)

Lijst ·  1581 ·  1582 ·  1583 ·  1584 ·  1585 ·  1586 ·  1587 ·  1588 ·  1589 ·  1590 ·  1591 ·  1592 ·  1593 ·  1594 ·  1595 ·  1596 ·  1597 ·  1598 ·  1599 ·  1600 ·  1601 ·  1602 ·  1603 ·  1604 ·  1605 ·  1606 ·  1607 ·  1608 ·  1609 ·  1610 ·  1611 ·  1612 ·  1613 ·  1614 ·  1615 ·  1616 ·  1617 ·  1618 ·  1619 ·  1620 ·  1621 ·  1622 ·  1623 ·  1624 ·  1625 ·  1626 ·  1627 ·  1628 ·  1629 ·  1630 ·  1631 ·  1632 ·  1633 ·  1634 ·  1635 ·  1636 ·  1637 ·  1638 ·  1639 ·  1640 ·  1641 ·  1642 ·  1643 ·  1644 ·  1645 ·  1646 ·  1647 ·  1648 ·  1649 ·  1650 ·  1651